# Julie Manet (Renoir)
Pour les articles homonymes, voir Julie Manet.
Julie Manet – ou L'Enfant au chat – est un tableau réalisé en 1887 par le peintre français Auguste Renoir. Cette peinture à l'huile sur toile est un portrait de la jeune Julie Manet assise dans un intérieur, un chat sur les cuisses. La fille d'Eugène Manet et Berthe Morisot y figure en robe claire, regardant directement vers le spectateur. L'œuvre est conservée depuis 1999 au musée d'Orsay, à Paris.